# Nils Jespersson (Kruus)
Nils Jespersson (Kruus), död 1574 i Tuna församling, var en svensk amiral och hövitsman. Han skrev sig även "Herre till Hesselby, Håberg och Uddeboö".

## Biografi
Nils Jespersson var son till Jesper Nilsson (Kruse) och Carin Gustafsdotter (Slatte).
Han var vid år 1536 svensk utliggare eller förpost vid Wiborg. År 1563 blev han amiral och 1564 överste för krigsfolket i Norrland. 1570 blev han hövitsman för dalkarlarna. Han underskrev bland annat Västerås arvförening 1544 och Gustav Vasas Testamente 1560. Lämnade slutligen till Siward Kruse till Elghammar, då denne blev adlad av Erik XIV, tillstånd att antaga Kruusvapnet, dock med andra färger.

### Egendom
Nils Jespersson ägde Håberg i Flo socken, Hessleby i Tuna socken och Uddboö i Estuna socken.

### Familj
Nils Jespersson gifte sig med Anna Olofsdotter (Stake) (drunknade 1563 på Hesselby), dotter till häradshövding Olof Amundsson (Stake) och Halmfrid Toresdotter (Pyting). De fick tillsammans barnen hövitsmannen Jesper Nilsson (död 1573), överstebefallningsmannen Erik Nilsson, Olof Nilsson, Per Nilsson, Eggert Nilsson, Malin Nilsdotter (död 1585), Margareta Nilsdotter som var gift med Olof Jonsson Lilliesparre af Fylleskog, Carin Nilsdotter, Brita Nilsdotter och kammarjungfrun Barbro Nilsdotter (Cruus) (död 1611) som var gift med assessorn Göran Snakenborg.